# Акілле Варці
Акілле Варці (італ. Achille Varzi; 8 серпня 1904, Галліате — 1 липня 1948, Бремгартен) — італійський мото- і автогонщик.

## Біографія
Акілле Варці був одним з найкращих автогонщиків 1930-х років, але у найзначніших гонках поступався першістю Таціо Нуволарі. На відміну від нього, Варці вів гонки з холодним розрахунком і лише двічі побував у аваріях, в останній з яких загинув. Розпочав кар'єру у 1920-х роках з мотогонок, вигравши у 1923 році на мотоциклі Garelli підряд 8 гонок, здобувши титул чемпіона Італії у класі 350cc. У 1926 році на мотоциклі Sunbeam Варці виграв чемпіонат Італії у класі 500cc, а у 1929 році став віце-чемпіоном того ж класу на Terzo Bandini.

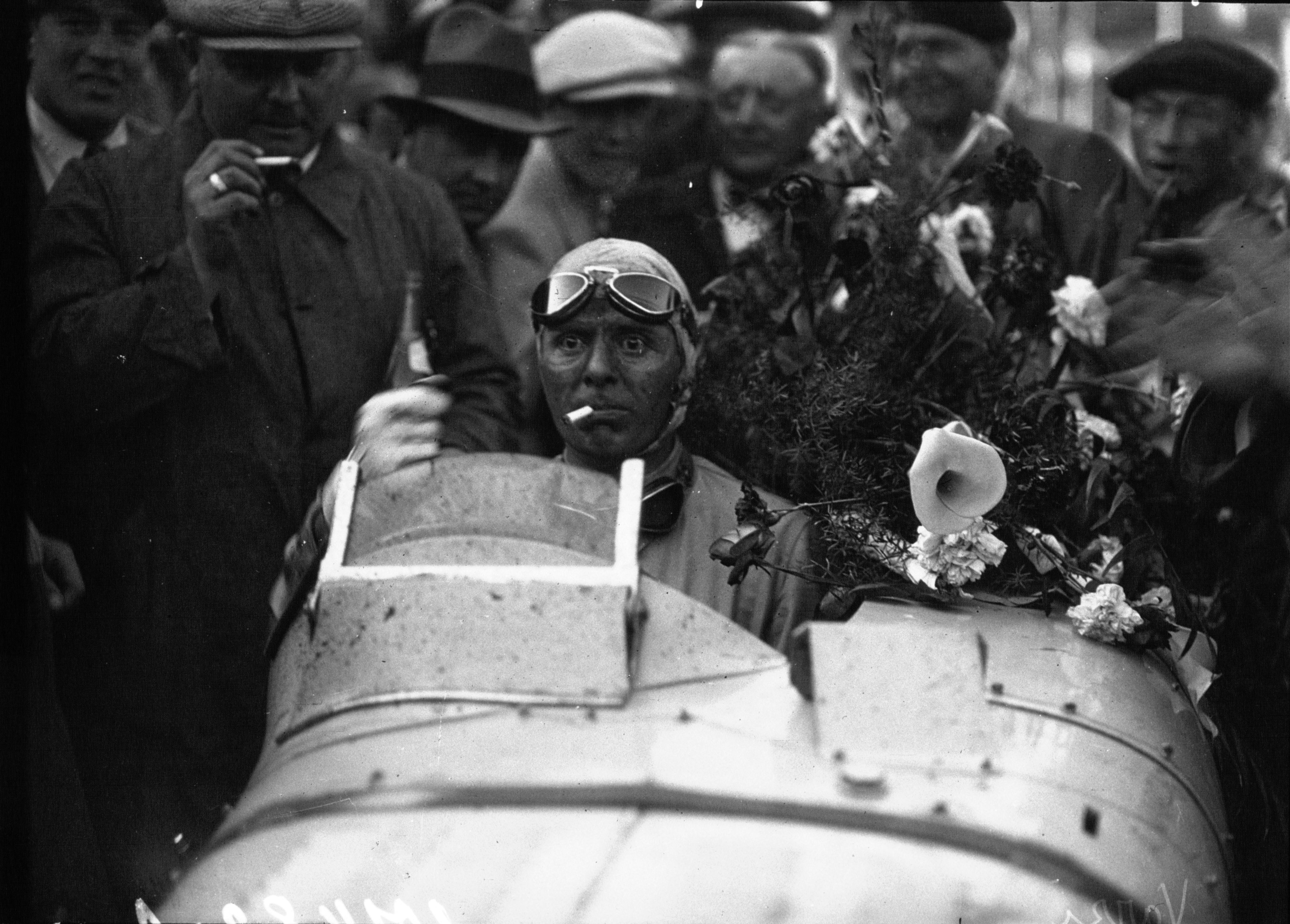
Акілле Варці. Гран-Прі Монако. 1933

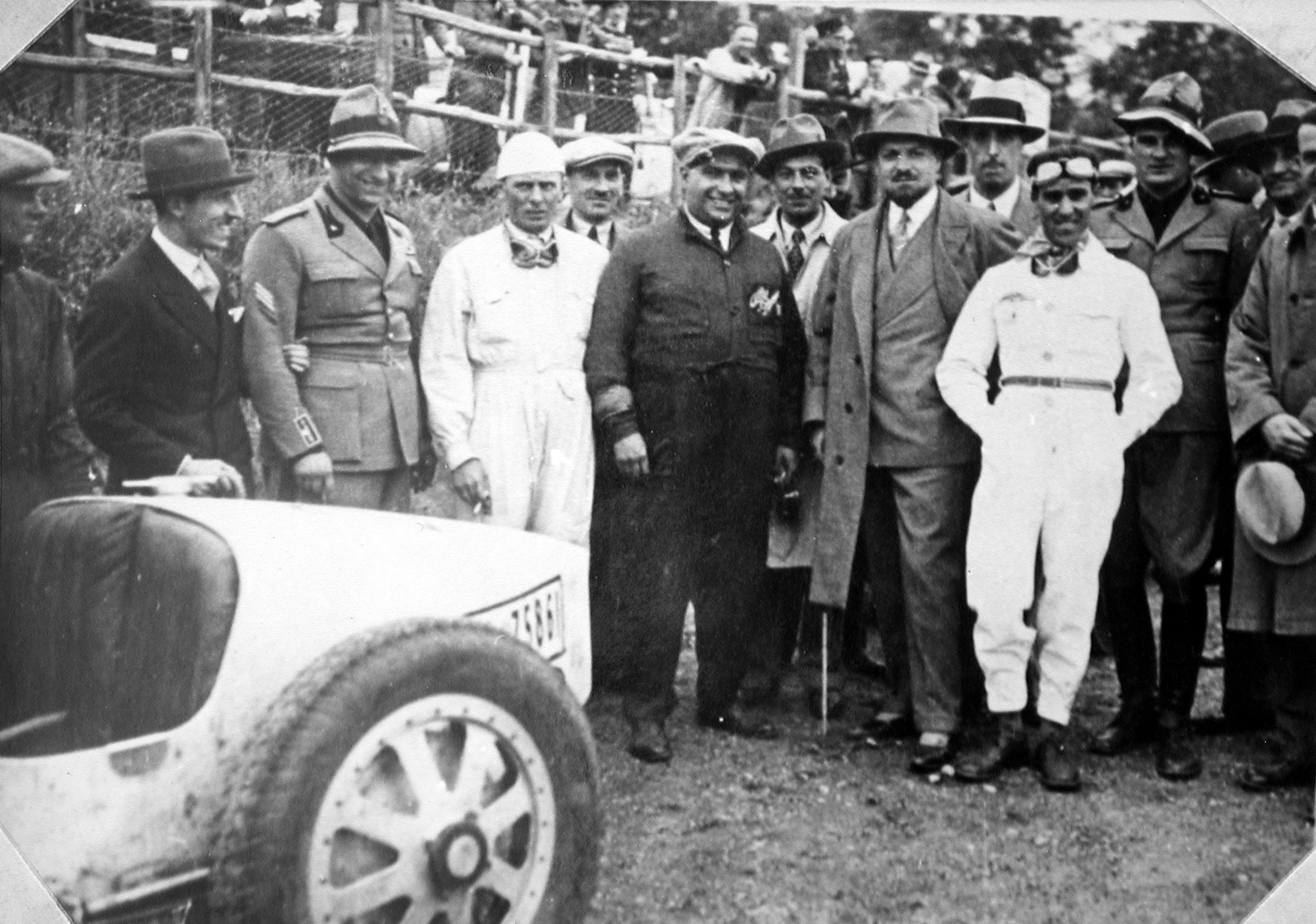
Пілоти Альфа Ромео. Акілле Варці. 1929—1933

З 1928 почав виступати на автогонках і вже у 1929 виграв три Гран-Прі на Alfa Romeo P2. Знову ж на Alfa Romeo у 1930 виграв Targa Florio, а на Maserati — Кубок Ачербо у Пескара, Гран-Прі Монца (усі в Італії) та Сан-Себастьяну (в Іспанії). Далі виступав за команду Bugatti (1931/33), вигравши Гран-Прі Франції (1931), Монако, Триполі (1933). На Alfa Romeo Енцо Феррарі, серед іншого, виграв Mille Miglia 1934. На сезон 1935 перейшов до Auto Union, але практично був усунутий від змагань, оскільки у Третьому Райху за кермом бажали бачити гонщиків-німців. У цей період захопився морфієм, жінками, маючи бурхливий роман з Ільзою Пітч — дружиною його товариша, гонщика Пауля Пітча. Але на виступах у 21 гонці довів, що він є одним з небагатьох гонщиків, що оволоділи технікою їзди на задньомоторному Auto Union. У 1935 йому вдалось виграти Гран-Прі Тунісу, Кубок Ачербо, в 1936 обіграв товариша по команді Ганса Штука на Гран-прі Триполі. З 1937 спорадично брав участь у змаганнях, виступивши у вересні востаннє у Гран-прі Італії. На тренуваннях він обійшов переможця Бернда Роземейєра з Auto Union, а у гонці став шостим. На цей час було відомо, що команда Auto Union не продовжуватиме з ним контракту. Після цього він надовго пропав з поля зору, подолавши наркотичну залежність, знову одружившись.
Акілле Варці повернувся у 1946 році до команди Alfa-Romeo, вигравши Гран-Прі Турину 1946 і зайнявши у решті гонок місця нижче третього. На тренуванні у дощову погоду на трасі Бремгартен Формула-1 — Гран-прі ШвейцаріїГран-Прі Швейцарії 1 липня 1948 його машину занесло. Він отримав смертельні поранення після її перекидання.
Після цього FIA ввела обов'язкове носіння гонщиками шоломів. У Формулі-1 1950 взяла участь команда Scuderia Achille Varzi на Maserati 4CL e 4CLT. Виграв 23 Гран-Прі.

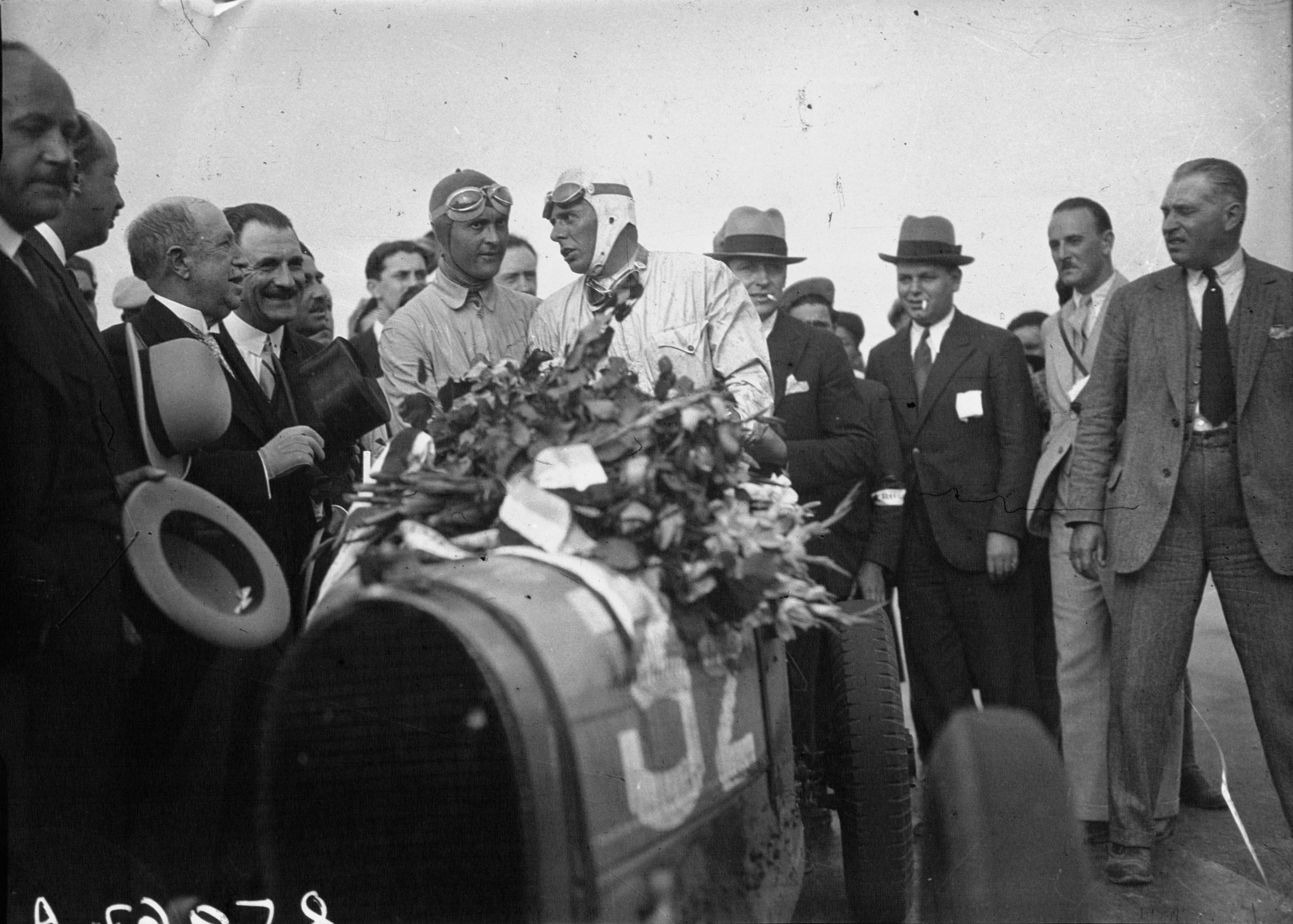
Акілле Варці і Луї Широн. Гран-Прі Франції. 1931